# Amt Röbel-Müritz
Związek Gmin Röbel-Müritz (niem. Amt Röbel-Müritz) – niemiecki związek gmin leżący w kraju związkowym Meklemburgia-Pomorze Przednie, w powiecie Mecklenburgische Seenplatte. Siedziba związku znajduje się w mieście Röbel/Müritz. Powstał 1 stycznia 2005.
W skład związku wchodzi 19 gmin, w tym jedna gmina miejska (Stadt) oraz 18 gmin wiejskich (Gemeinde):
1. Altenhof
2. Bollewick
3. Buchholz
4. Bütow
5. Eldetal
6. Fincken
7. Gotthun
8. Groß Kelle
9. Kieve
10. Lärz
11. Leizen
12. Melz
13. Priborn
14. Rechlin
15. Röbel/Müritz, miasto
16. Schwarz
17. Sietow
18. Stuer
19. Südmüritz

## Zmiany administracyjne
- 26 maja 2019
  - utworzenie gminy Eldetal z gmin Grabow-Below, Massow, Wredenhagen i Zepkow
  - utworzenie gminy Südmüritz z gmin Ludorf i Vipperow